# محمد محمدلوی عباسی
محمد محمدلوی عباسی (۱۲۹۵- 1371) نویسنده و مترجم ایرانی بود. او برای ترجمهٔ کتاب جهانگردی مارکوپولو در سال ۱۳۳۴ برندهٔ جایزه سلطنتی کتاب سال شد.